# Cremastus cochise
Cremastus cochise är en stekelart som beskrevs av Dasch 1979. Cremastus cochise ingår i släktet Cremastus och familjen brokparasitsteklar. Inga underarter finns listade i Catalogue of Life.